# 2 mei
2 mei is de 122ste dag van het jaar (123ste dag in een schrikkeljaar) in de gregoriaanse kalender. Hierna volgen nog 243 dagen tot het einde van het jaar.

## Gebeurtenissen
- Algemeen

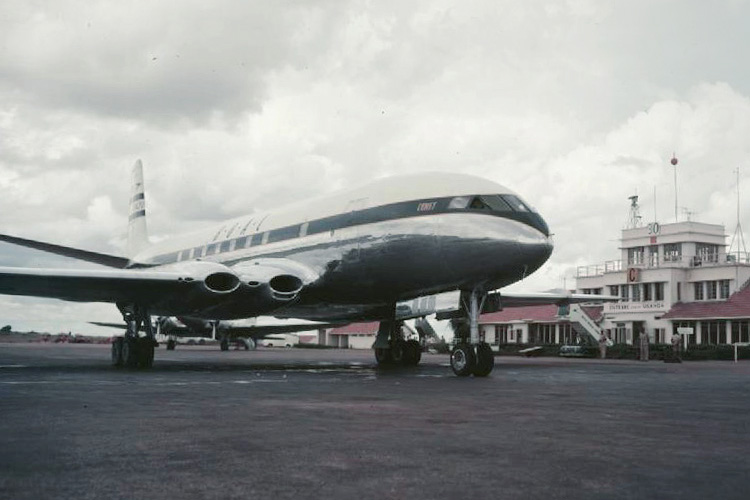
1952: een De Havilland Comet bij een tussenlanding op de luchthaven van Entebbe in Oeganda

  - 1993 - In Ecuador worden meer dan 1500 huizen verwoest door het breken van een dam in de Paute in het zuiden van het land.[1]
  - 2006 - De IUCN voegt de ijsbeer, bewoner van het noordpoolgebied, toe aan de lijst van bedreigde diersoorten.
  - 2023 - Verlenging van grondconcessies in inheemse gebieden in Suriname ten behoeve van hout- en goudwinning ontaarden in een gewelddadig protest in Para. Er vallen twee doden en meerdere gewonden.
  - 2024 - Vanwege zware regenval ontstaan er in de Amerikaanse staat Texas overstromingen en worden inwoners verzocht zichzelf in veiligheid te brengen. In de county San Jacinto worden langs de buiten de oevers getreden gelijknamige rivier wegen afgesloten. Meteorologen verwachten nog meer regen.[2]
- Media
  - 1886 - Ericus Gerhardus Verkade opent de stoom-, brood- en beschuitfabriek 'De Ruyter'.
  - 1914 - In Antwerpen richten de politici Van Cauwelaert, Van de Perre en Hendrix de krant De Standaard op.
  - 1986 - De nucleaire wolk van de Tsjernobylramp drijft over België.
  - 1995 - De Nederlandse Dagblad Pers (NDP) dient een aanvraag in voor een commerciële omroep in de regio. De NDP vindt dat er etherfrequenties moeten vrijkomen voor commerciële regionale omroepen.
  - 2023 - De Writers Guild of America, staakt voor onbepaalde duur, omdat de scriptschrijvers betere arbeidsvoorwaarden willen vanwege de opkomst van streaming.[3]
- Muziek
  - 2006 - De Amerikaanse rockband Pearl Jam brengt zijn gelijknamige album uit.[4]
- Oorlog
  - 1668 - Ondertekening van de Vrede van Aken, waarmee een einde komt aan de Devolutieoorlog.
  - 1808 - De Opstand van Dos de Mayo (=El Levantamiento del Dos de Mayo) tegen de Napoleontische bezettingstroepen in Madrid.
  - 1945 - De Duitse troepen in Italië geven zich over: einde van de Italiaanse Sociale Republiek. Het Duitse garnizoen in Berlijn doet hetzelfde.
  - 1991 - Ten minste twaalf Kroatische agenten en drie burgers verliezen het leven bij gevechten tussen de politie en Serviërs in het dorp Borovo Selo in het noorden van Kroatië.
  - 1995 - Kroatische militairen brengen de door Kroatische Serviërs bezette regio West-Slavonië terug onder controle van Zagreb. Het Servische verzet is gebroken, zo maakt de Kroatische president Tujman bekend.
  - 2010 - De Somalische opstandelingengroep Hizbul Islam neemt de havenstad Haradheere in.
  - 2011 - Osama bin Laden, de leider van de wereldterreurorganisatie Al Qaida, wordt in Abbottabad in een villa door Amerikaanse militairen gedood met een schot door het hoofd.
- Politiek
  - 1907 - In België komt de regering Jules de Trooz aan de macht.
  - 1953 - Troonsbestijging van de koningen Faisal II van Irak en Hoessein van Jordanië.
  - 1989 - Hongaarse militairen beginnen met het slopen van het IJzeren Gordijn tussen Hongarije en Oostenrijk. Alle grensblokkades worden afgebroken.
  - 1989 - Val van het Nederlands kabinet Lubbers II.
  - 1990 - De schrijver Árpád Göncz (68), behorende tot de Alliantie van Vrije Democraten, wordt door het Hongaarse parlement aangesteld als voorzitter en interim-president van de republiek.
  - 1990 - Tijdens een ontmoeting in Kaapstad komen de Zuid-Afrikaanse president Frederik Willem de Klerk en Nelson Mandela overeen de Apartheid af te schaffen.
  - 1992 - Ondertekening te Porto van de overeenkomst betreffende de EER.
  - 1995 - Een Palestijnse politieman wordt door een militaire rechtbank in Gaza ter dood veroordeeld vanwege moord op een collega-agent. Het is voor het eerst dat de Palestijnse justitie in de autonome Gazastrook de doodstraf eist.
  - 1997 - Tony Blair wordt de nieuwe premier van het Verenigd Koninkrijk.
  - 2012 - In Vietnam wordt Thủ Dầu Một verheven tot een stad.
- Religie
  - 1999 - Paus Johannes Paulus II verklaart de populaire Italiaanse kapucijnermonnik Pater Pio (1887-1968) zalig.
- Sport
  - 1963 - Het Nederlands voetbalelftal verslaat in een oefenwedstrijd regerend wereldkampioen Brazilië met 1-0 door een doelpunt van Peet Petersen.
  - 1973 - Aanvaller Johnny Rep maakt in Amsterdam zijn debuut voor het Nederlands voetbalelftal in de met 3-2 gewonnen vriendschappelijke wedstrijd tegen Spanje. Hij neemt in de dertiende minuut het eerste doelpunt voor zijn rekening.
  - 1979 - Vleugelspits Rob Rensenbrink speelt zijn 46e en laatste interland voor het Nederlands voetbalelftal, dat in Chorzów met 2-0 verliest van Polen.
  - 1981 - De Italiaanse atlete Silvana Cruciata vestigt het werelduurrecord atletiek in Rome: in één uur tijd loopt ze 18084 m.
  - 1993 - Nederland eindigt met vijf medailles, waaronder twee gouden, als derde in het medailleklassement bij het EK judo in Athene, achter Frankrijk en Georgië.
  - 2010 - FC Twente wordt voor de eerste keer in de geschiedenis kampioen van de Nederlandse Eredivisie door met 0-2 te winnen bij NAC Breda.
  - 2010 - Scheidsrechter Serdar Gözübüyük maakt zijn debuut in de Nederlandse eredivisie voetbal (Heracles Almelo-ADO Den Haag). Hij is met 24 jaar de jongste scheidsrechter ooit op het hoogste niveau en ook de eerste scheidsrechter van Turkse afkomst.
  - 2011 - De Schot John Higgins wordt voor de vierde keer wereldkampioen snooker door in de finale de Engelsman Judd Trump met 18-15 te verslaan.
  - 2012 - AFC Ajax wordt voor de 31e keer in de geschiedenis kampioen van de Nederlandse Eredivisie door thuis met 2-0 te winnen van VVV-Venlo.
  - 2015 - Bokskampioen Floyd Mayweather jr. verslaat in Las Vegas Manny Pacquiao in wat 'Het Gevecht van de Eeuw' werd genoemd.
  - 2016 - Leicester City wordt voor de eerste keer in de geschiedenis kampioen van de Engelse Premier League doordat eerste achtervolger Tottenham Hotspur niet verder geraakt dan een gelijkspel (2-2) bij uittredend kampioen Chelsea.
  - 2016 - De Engelsman Mark Selby wordt voor de tweede keer wereldkampioen snooker door in de finale de Chinees Ding Junhui met 18-14 te verslaan.
  - 2021 - Ajax wordt voor de 35ste keer kampioen
- Wetenschap en technologie
  - 1775 - Benjamin Franklin voltooit zijn studie van de Golfstroom.
  - 1952 - De De Havilland Comet vliegt als eerste passagiersvliegtuig met straalmotoren van Londen naar Johannesburg.
  - 1986 - De radioactieve wolk van de Tsjernobyl-ramp op 26 april 1986 komt België en Nederland binnen.
  - 2005 - Lancering van de Britse Skylark sondeerraket voor de 441e en laatste keer. Onder de naam Maser 10 brengt de raket een Zweedse lading van natuurkundige en biologische experimenten naar een hoogte van ruim 250 km.[5]
  - 2024 - Lancering van een Falcon 9 raket van SpaceX vanaf Vandenberg Space Force Base SLC-4E voor de WorldView Legion 1 & 2 missie met de WorldView Legion 1 en 2 aardobservatiesatellieten met een resolutie van 30 cm van Maxar Technologies die onderdeel moeten gaan worden van de WorldView satellietconstellatie.[6]

## Geboren

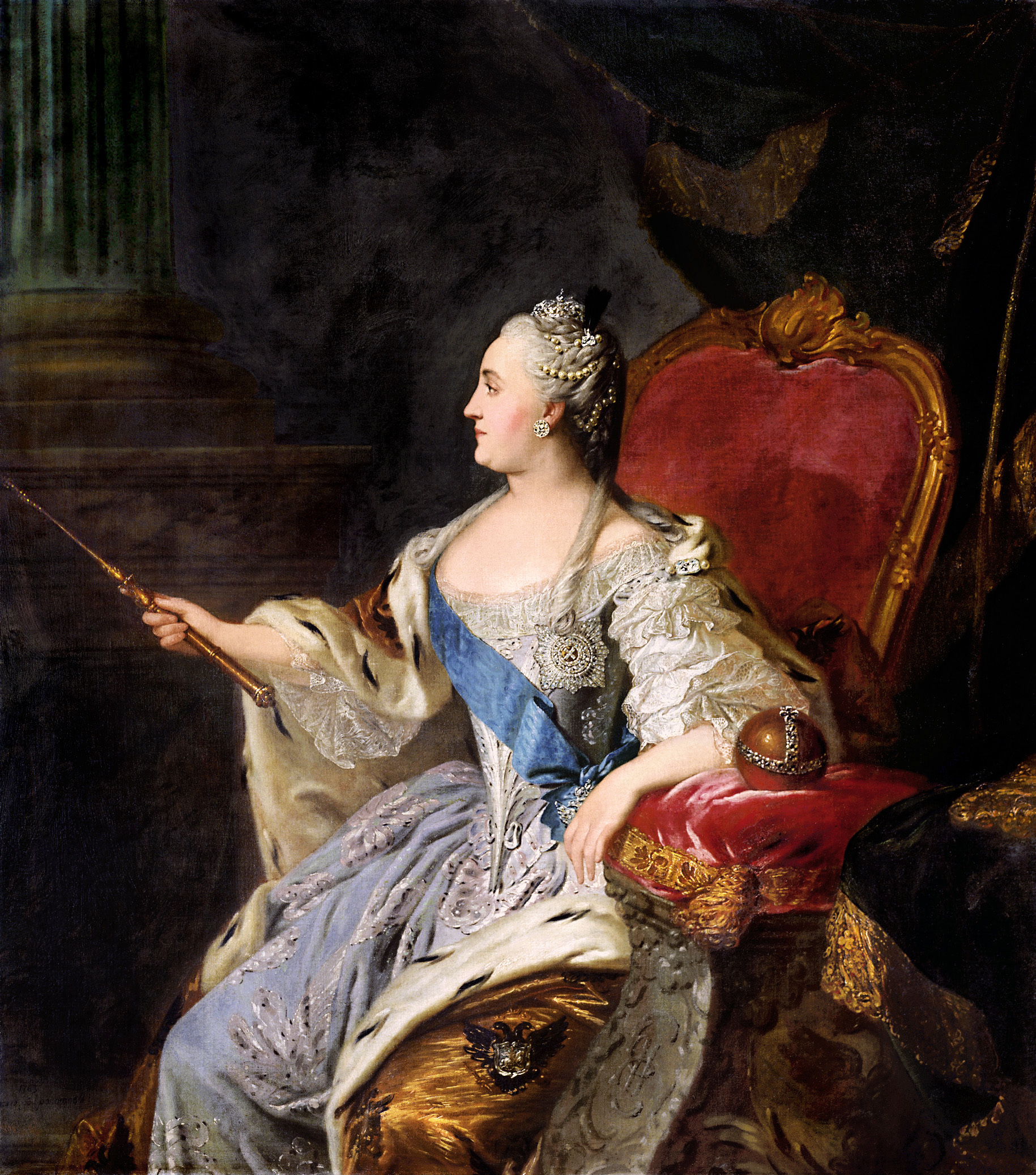
Catharina II van Rusland
geboren in 1729

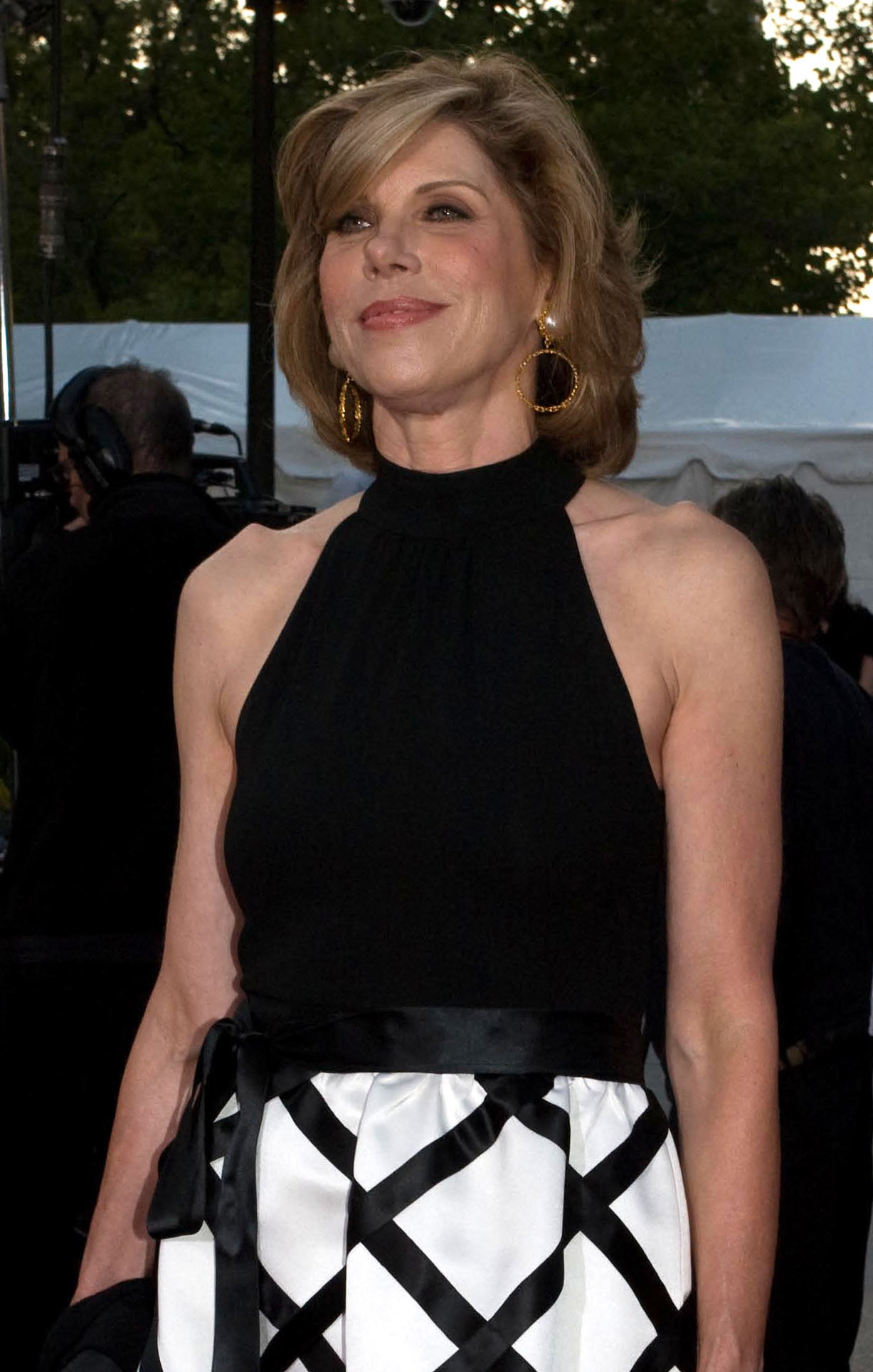
Christine Baranski
geboren in 1952

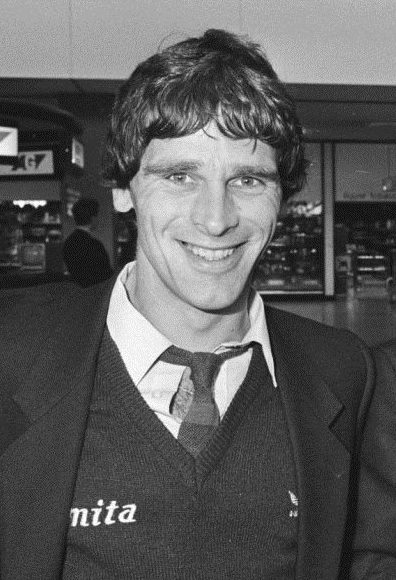
Martin Haar
geboren in 1952

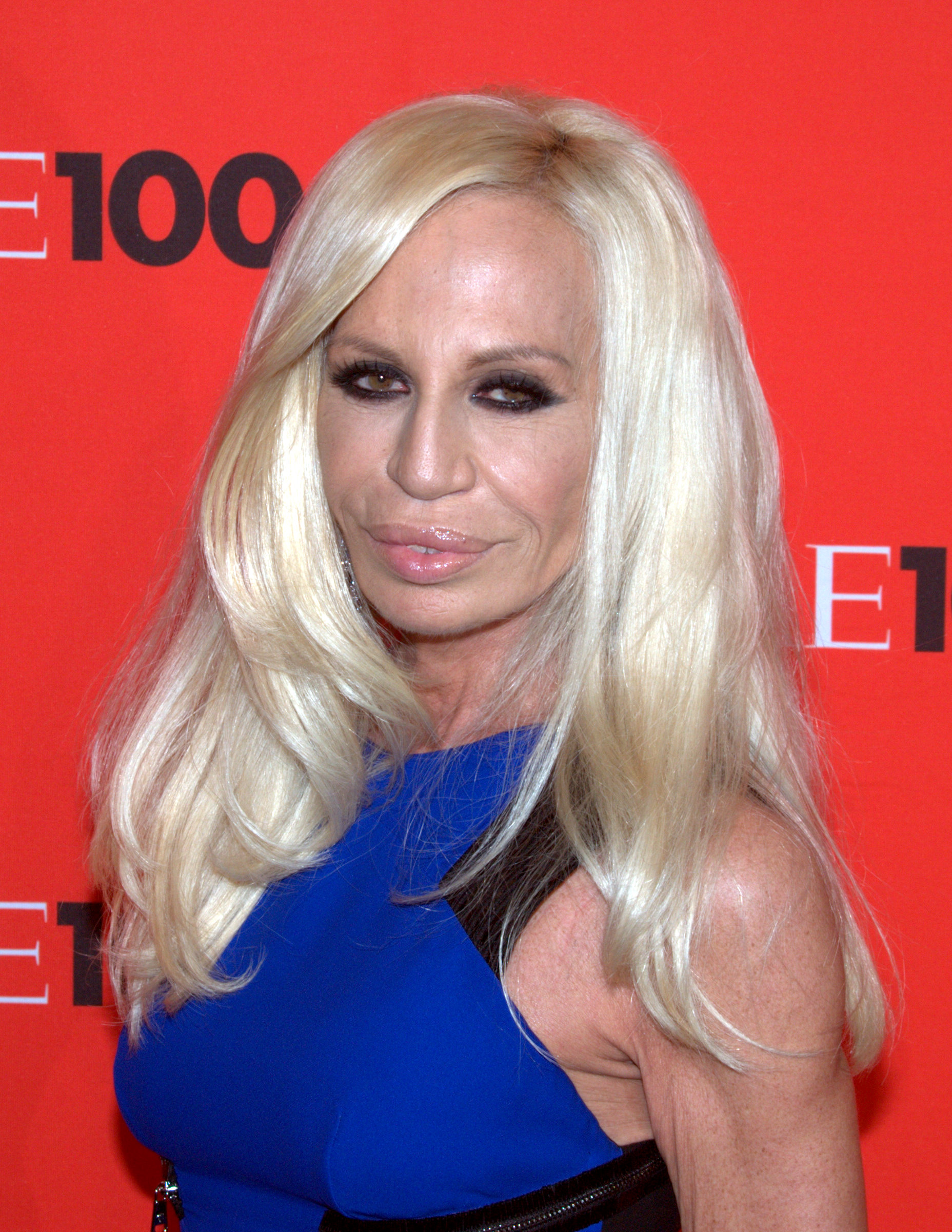
Donatella Versace
geboren in 1955

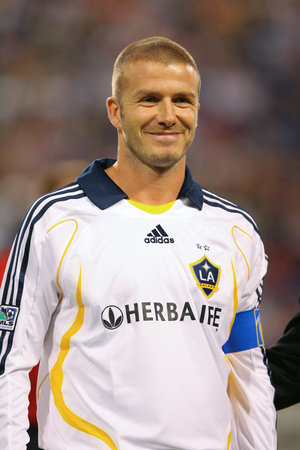
David Beckham
geboren in 1975

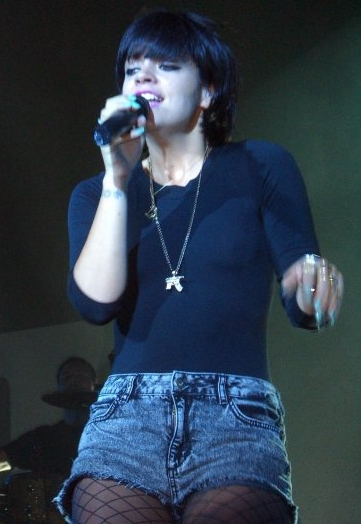
Lily Allen
geboren in 1985

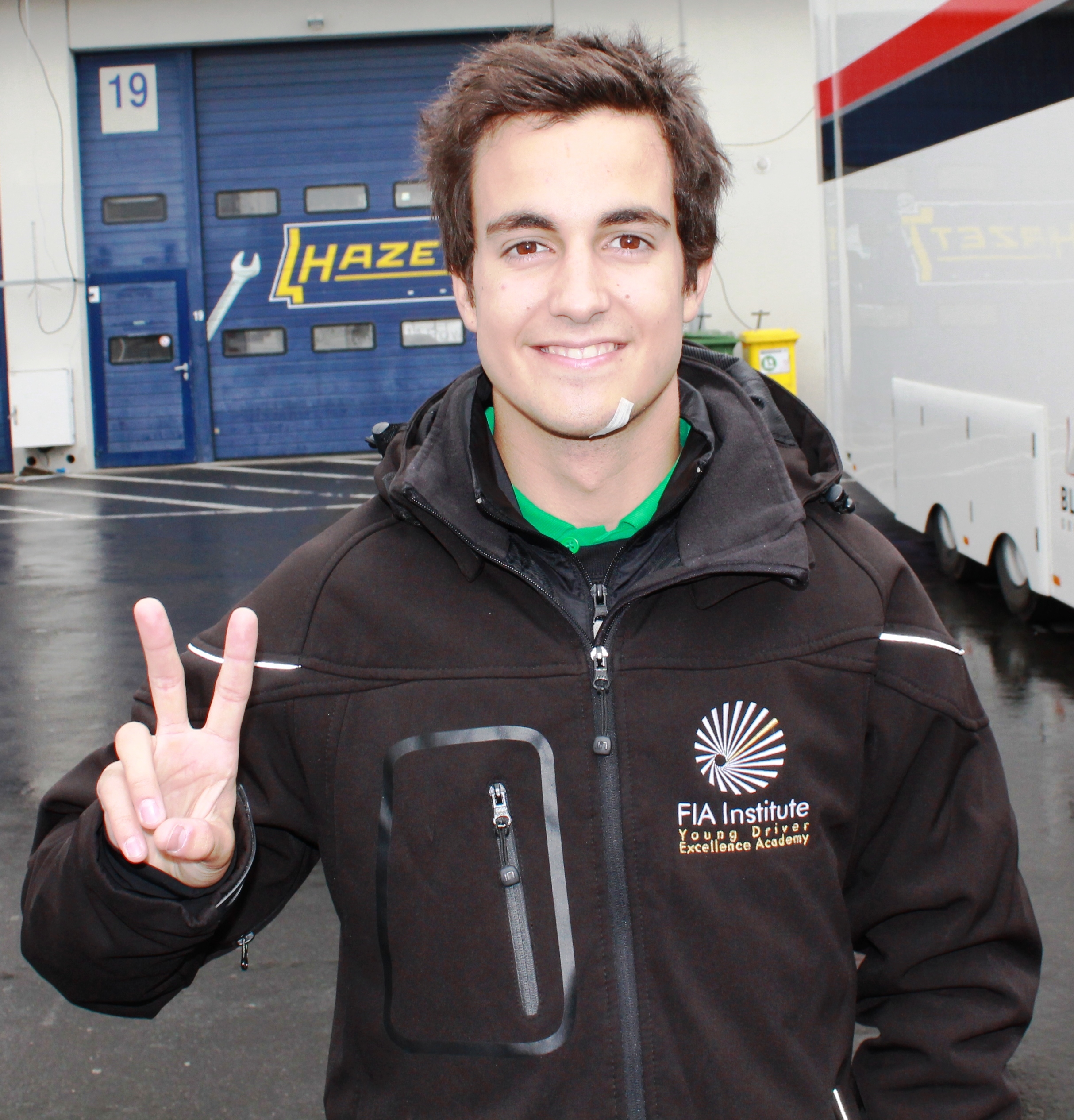
Alberto Costa
geboren in 1990

- 1451 - René II van Lotharingen, hertog van Lotharingen (overleden 1508)
- 1458 - Eleonora van Viseu, koningin van Portugal (overleden 1525)
- 1660 - Alessandro Scarlatti, Italiaans componist (overleden 1725)
- 1729 - Catharina II de Grote, tsarina van Rusland 1762-1796 (overleden 1796)
- 1754 - Vicente Martín y Soler, Spaans componist (overleden 1806)
- 1772 - Novalis, Duits dichter (overleden 1801)
- 1794 - Carel Godfried Withuys, Nederlands schrijver en dichter (overleden 1865)
- 1795 - Narciso Clavería, Spaans militair, politicus en gouverneur-generaal van de Filipijnen (overleden 1851)
- 1806 - Catharina Labouré, Frans non (overleden 1876)
- 1828 - Désiré Charnay, Frans archeoloog (overleden 1915)
- 1843 - Carl Michael Ziehrer, Oostenrijks componist en dirigent (overleden 1922)
- 1852 - Max von Gallwitz, Duits generaal (overleden in 1937)
- 1859 - Jerome K. Jerome, Engels schrijver (overleden 1927)
- 1860 - Heva Coomans, Belgisch kunstschilder (overleden 1939)
- 1860 - Theodor Herzl, Joods-Oostenrijks journalist, publicist en stichter van het zionisme (overleden 1904)
- 1870 - Oskar Zwintscher, Duits kunstschilder (overleden 1916)
- 1872- Charles Nessler, Duits-Amerikaanse uitvinder (overleden 1951)
- 1876 - Willy Arend, Duits wielrenner (overleden 1964)
- 1883 - Karel De Wolf, Belgisch volkskundige en apotheker (overleden 1948)
- 1884 - Frans de Vries, Nederlands econoom (overleden 1958)
- 1886 - Gottfried Benn, Duits schrijver (overleden 1956)
- 1889 - Ki Hadjar Dewantara, Indonesisch nationalist, onderwijsvernieuwer en minister (overleden 1959)
- 1890 - Luigi Salvatore Fabbi (Luiz Fabbi), Italo-Braziliaans voetballer (overleden 1966)
- 1892 - Manfred von Richthofen, Duits gevechtspiloot (overleden 1918)
- 1893 - Beppie Nooij sr., Nederlands actrice (overleden 1976)
- 1895 - Ko Korsten, Nederlands zwemmer (overleden 1981)
- 1896 - Norman Ross, Amerikaans zwemmer en waterpoloër (overleden 1953)
- 1897 - Willemijn Posthumus-van der Goot, Nederlands econome, journaliste, feministe en vredesactiviste (overleden 1989)
- 1898 - Jef Last, Nederlands dichter, schrijver en vertaler (overleden 1972)
- 1902 - Arturo Licata, Italiaans oudste man ter wereld (overleden 2014)
- 1903 - Benjamin Spock, Amerikaans (kinder)arts en schrijver (overleden 1998)
- 1912 - Axel Springer, Duits krantenuitgever (overleden 1985)
- 1912 - Marten Toonder, Nederlands stripauteur (overleden 2005)
- 1914 - Robert Nevens, Belgisch atleet (overleden 1988)
- 1916 - Antonius Johannes Berends, Nederlands politicus (overleden 2000)
- 1918 - Georges Debunne, Belgisch socialistisch vakbondsleider (overleden 2008)
- 1920 - Satyajit Ray, Indiaas-Bengaals filmmaker (overleden 1992)
- 1920 - Willem Vogel, Nederlands protestants organist en componist (overleden 2010)
- 1920 - Joan van der Waals, Nederlands natuurkundige (overleden 2022)
- 1922 - Serge Reggiani, Frans zanger (overleden 2004)
- 1922 - Abe Rosenthal, Amerikaans columnist, journalist en redacteur (overleden 2006)
- 1923 - Anton Dreesmann, Nederlands ondernemer (overleden 2000)
- 1923 - Patrick Hillery, Iers arts en politicus (overleden 2008)
- 1924 - Theodore Bikel, Oostenrijks/Brits/Amerikaans acteur en zanger (overleden 2015)
- 1924 - Aafje Heynis, Nederlands zangeres (overleden 2015)
- 1924 - James Holmes, Amerikaans-Nederlands dichter en vertaler (overleden 1986)
- 1924 - Jan Pelleboer, Nederlands weerman (overleden 1992)
- 1925 - Eva Aeppli, Zwitsers beeldhouwster, schilderes en stofkunstenares (overleden 2015)
- 1925 - Roscoe Lee Browne, Amerikaans acteur (overleden 2007)
- 1925 - Svatopluk Havelka, Tsjechisch componist (overleden 2009)
- 1925 - Erna Westhelle, Nederlands-Duits zwemster
- 1928 - Harry Mooten, Nederlands accordeonist (overleden 1996)
- 1929 - Édouard Balladur, Frans politicus
- 1929 - Link Wray, Amerikaans gitarist (overleden 2005)
- 1931 - Theo Sontrop, Nederlands letterkundige en uitgever (overleden 2017)
- 1933 - Joseph Kinsch, Luxemburgs ondernemer (overleden 2022)
- 1934 - Etienne Vermeersch, Belgisch filosoof (overleden 2019)
- 1935 - Faisal II, koning van Irak (overleden 1958)
- 1935 - Luis Suárez, Spaans voetballer (overleden 2023)
- 1936 - Engelbert Humperdinck, Engels zanger
- 1937 - Tony van Verre, Nederlands programmamaker en liedjesschrijver (overleden 2000)
- 1939 - Ernesto Castano, Italiaans voetballer (overleden 2023)
- 1940 - Manuel Esquivel, Belizaans politicus (overleden 2022)
- 1940 - Jo Ann Pflug, Amerikaans actrice
- 1941 - Jules Wijdenbosch, Surinaams politicus (overleden 2025)
- 1942 - Jacques Rogge, Belgisch arts en voorzitter IOC (overleden 2021)
- 1943 - Mickey Bass, Amerikaans jazzbassist (overleden 2022)
- 1943 - Manfred Schnelldorfer, Duits kunstschaatser
- 1943 - Paul Somohardjo, Surinaams politicus
- 1945 - Sis van Rossem, Nederlands kunsthistorica (overleden 2022)
- 1946 - Lesley Gore, Amerikaans zangeres (overleden 2015)
- 1946 - David Suchet, Brits acteur
- 1946 - Paul Thijs, Belgisch atleet
- 1947 - Alfons Dölle, Nederlands jurist en politicus (overleden 2012)
- 1947 - James Dyson, Brits uitvinder
- 1947 - Philippe Herreweghe, Belgisch dirigent
- 1948 - Josip Katalinski, Bosnisch voetballer en voetbaltrainer (overleden 2011)
- 1949 - Zdenko Verdenik, Sloveens voetbalcoach
- 1950 - Lou Gramm, Amerikaans singer-songwriter
- 1950 - Leo Peeters, Belgisch politicus
- 1950 - Frieda Van Wijck, Belgisch radio- en televisiepresentatrice
- 1951 - John Glascock, Brits bassist (overleden 1979)
- 1951 - Alfons Olde Loohuis, Nederlands huisarts en zoönosen-expert
- 1952 - Christine Baranski, Amerikaans actrice
- 1952 - Martin Haar, Nederlands voetballer en voetbaltrainer
- 1953 - Valeri Gergiev, Russisch dirigent
- 1954 - Eddy Bakker, Nederlands voetballer
- 1954 - Angela Bofill, Amerikaans r&b-zangeres (overleden 2024)
- 1955 - Donatella Versace, Italiaans modeontwerpster
- 1957 - Patrik Vankrunkelsven, Belgisch politicus
- 1958 - Giuseppe Dossena, Italiaans voetballer en voetbalcoach
- 1958 - Ingrid Pira, Belgisch politica
- 1959 - Saskia Belleman, Nederlands journalist
- 1959 - Lex Bohlmeijer, Nederlands radio- en televisiepresentator
- 1959 - Gary Megson, Engels voetballer en voetbalcoach
- 1959 - Willem Jan Neutelings, Nederlands architect
- 1960 - Hans Schiffers, Nederlands radiopresentator en dj
- 1961 - Julián Camino, Argentijns voetballer
- 1961 - Stephen Daldry, Brits film- en theaterregisseur
- 1961 - Hein Vergeer, Nederlands schaatser
- 1961 - Erik de Vogel, Nederlands acteur
- 1962 - Veerle Eyckermans, Belgisch actrice
- 1962 - Ildikó Pelczné Gáll, Hongaars politica
- 1962 - Jimmy White, Engels snookerspeler
- 1962 - Javier Zeoli, Uruguayaans voetballer
- 1963 - Jos van Eck, Nederlands voetballer
- 1963 - Esther Freud, Brits schrijfster
- 1963 - Victor Reinier, Nederlands acteur en presentator
- 1964 - Éric Elmosnino, Frans acteur en muzikant
- 1964 - Jan Kounen, Nederlands acteur, filmregisseur en filmproducent
- 1964 - Silvia Neid, Duits voetbalster en voetbalcoach
- 1965 - Nicola Ayroldi, Italiaans voetbalscheidsrechter
- 1965 - Wim Vandeven, Belgisch kinesitherapeut, sport- en conditietrainer en atleet
- 1966 - Dante Brogno, Belgisch voetballer en voetbaltrainer
- 1966 - Peter Perceval, Belgisch auteur, toneelregisseur en -producent
- 1966 - Frank Wassenberg, Nederlands politicus
- 1967 - Frank Berghuis, Nederlands voetballer
- 1967 - Kerryn McCann, Australisch atlete (overleden 2008)
- 1967 - Tonia Oliviers, Belgisch atlete
- 1969 - Frederieke Leeflang, Nederlands advocate en (omroep)bestuurder
- 1969 - Ahmed Marcouch, Nederlands politicus; burgemeester van Arnhem
- 1969 - Pere Riba, Spaans motorcoureur
- 1969 - Todd Sucherman, Amerikaans drummer
- 1970 - François Le Vot, Frans piloot
- 1970 - Yvan Quentin, Zwitsers voetballer
- 1971 - Claudia Dreher, Duits atlete
- 1971 - Katherine Willis, Amerikaans actrice
- 1972 - Michael Hester, Nieuw-Zeelands voetbalscheidsrechter
- 1972 - Dwayne Johnson, Amerikaans-Samoaans worstelaar
- 1972 - Hilde Vautmans, Belgisch politica
- 1973 - Justin Burnett, Amerikaans filmcomponist
- 1974 - Ricardo Lucas Figueredo Monte Raso (Dodô), Braziliaans voetballer
- 1975 - David Beckham, Brits voetballer
- 1975 - Ahmed Hassan, Egyptisch voetballer
- 1975 - Lydia Kurgat, Keniaans atlete
- 1975 - Khalid Sinouh, Marokkaans voetbaldoelman
- 1975 - Pia Sundstedt, Fins wielrenner en mountainbiker
- 1976 - Jan De Cock, Belgisch beeldend kunstenaar
- 1976 - Daniel Fedorczuk, Uruguayaans voetbalscheidsrechter
- 1977 - Jan Fitschen, Duits atleet
- 1977 - Alibay Shukurov, Azerbeidzjaans atleet
- 1978 - Intars Busulis, Lets zanger
- 1978 - Leen Dierick, Belgisch politica
- 1978 - Rolf Ineichen, Zwitsers autocoureur
- 1978 - Igor-Alexandre Nataf, Frans schaker
- 1980 - Tim Borowski, Duits voetballer
- 1980 - Ellie Kemper, Amerikaans actrice
- 1980 - Martina Majerle, Kroatisch zangeres
- 1980 - Berry Powel, Nederlands voetballer
- 1981 - Tiago Cardoso Mendes, Portugees voetballer
- 1982 - Lazaro Bruzon, Cubaans schaker
- 1982 - Csaba Horváth, Slowaaks voetballer
- 1982 - Jenna Lamia, Amerikaans actrice, filmproducente, scenarioschrijfster en stemactrice
- 1983 - Derek Boateng, Ghanees voetballer
- 1983 - Maynor Figueroa, Hondurees voetballer
- 1983 - Tina Maze, Sloveens alpineskiester
- 1983 - Meike de Nooy, Nederlands waterpolospeelster
- 1983 - Michael Thwaite, Australisch voetballer
- 1983 - Wytske Versteeg, Nederlands schrijfster en politicologe
- 1984 - Reinhard Breinburg, Nederlands voetballer
- 1985 - Kyle Busch, Amerikaans autocoureur
- 1985 - Lily Allen, Brits zangeres
- 1985 - Mario Gyr, Zwitsers roeier
- 1985 - Sarah Hughes, Amerikaans kunstschaatsster
- 1986 - Kilke van Buren, Nederlands actrice en zangeres
- 1986 - Amandine Leynaud, Frans handbalster
- 1986 - Zac Purchase, Brits roeier
- 1986 - Ralph Woods, Canadees acteur en regisseur
- 1987 - Tomer Hemed, Israëlisch voetballer
- 1987 - Benjamin Lambot, Belgisch voetballer
- 1987 - Mae Martin, Canadees komiek en acteur
- 1987 - Thilo Stralkowski, Duits hockeyer
- 1988 - Willemijn Bos, Nederlands hockeyster
- 1988 - Sibusiso Matsenjwa, Swazisch atleet
- 1988 - Moniek Tenniglo, Nederlands wielrenster
- 1989 - Sallie Harmsen, Nederlands actrice
- 1989 - Allison Pineau, Frans handbalster
- 1989 - Arnaud Sutchuin-Djoum, Belgisch-Kameroens voetballer
- 1990 - Albert Costa, Spaans autocoureur
- 1990 - Jade Curtis, Brits tennisspeelster
- 1990 - Jelle van Dael, Belgisch zangeres
- 1990 - Francesco Friedrich, Duits bobsleeër
- 1990 - Paul George, Amerikaans basketballer
- 1990 - Benjamin Harmegnies, Belgisch judoka
- 1990 - Kay Panabaker, Amerikaans actrice
- 1990 - Karlijn Zaanen, Nederlands golfspeelster
- 1990 - Sander de Wijn, Nederlands hockeyer
- 1991 - Roos Drost, Nederlands hockeyspeelster
- 1991 - Victoria Larrière, Frans tennisspeelster
- 1991 - Ilja Zacharov, Russisch schoonspringer
- 1992 - Samuele Buttarelli, Italiaans autocoureur
- 1992 - Vanessa Mai, Duits zangeres
- 1993 - Owain Doull, Welsh wielrenner
- 1993 - Dolly Menga, Belgisch voetballer
- 1994 - Pommeline Tillière, Belgisch mediapersoonlijkheid
- 1995 - Evert Hoolwerf, Nederlands schaatser
- 1995 - Wang Xindi, Chinees freestyleskiër
- 1996 - Julian Brandt, Duits voetballer
- 2000 - Thomas Dean, Brits zwemmer
- 2001 - Desiré Inglander, Zweeds model en influencer
- 2003 - Trey Alexander, Amerikaans basketballer
- 2005 - Jak Crawford, Amerikaans autocoureur
- 2015 - Charlotte van Cambridge, prinses van het Verenigd Koninkrijk

## Overleden

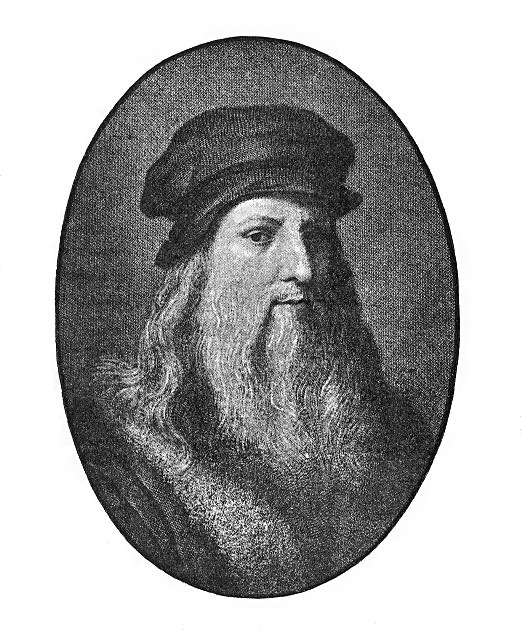
Leonardo da Vinci
overleden in 1519

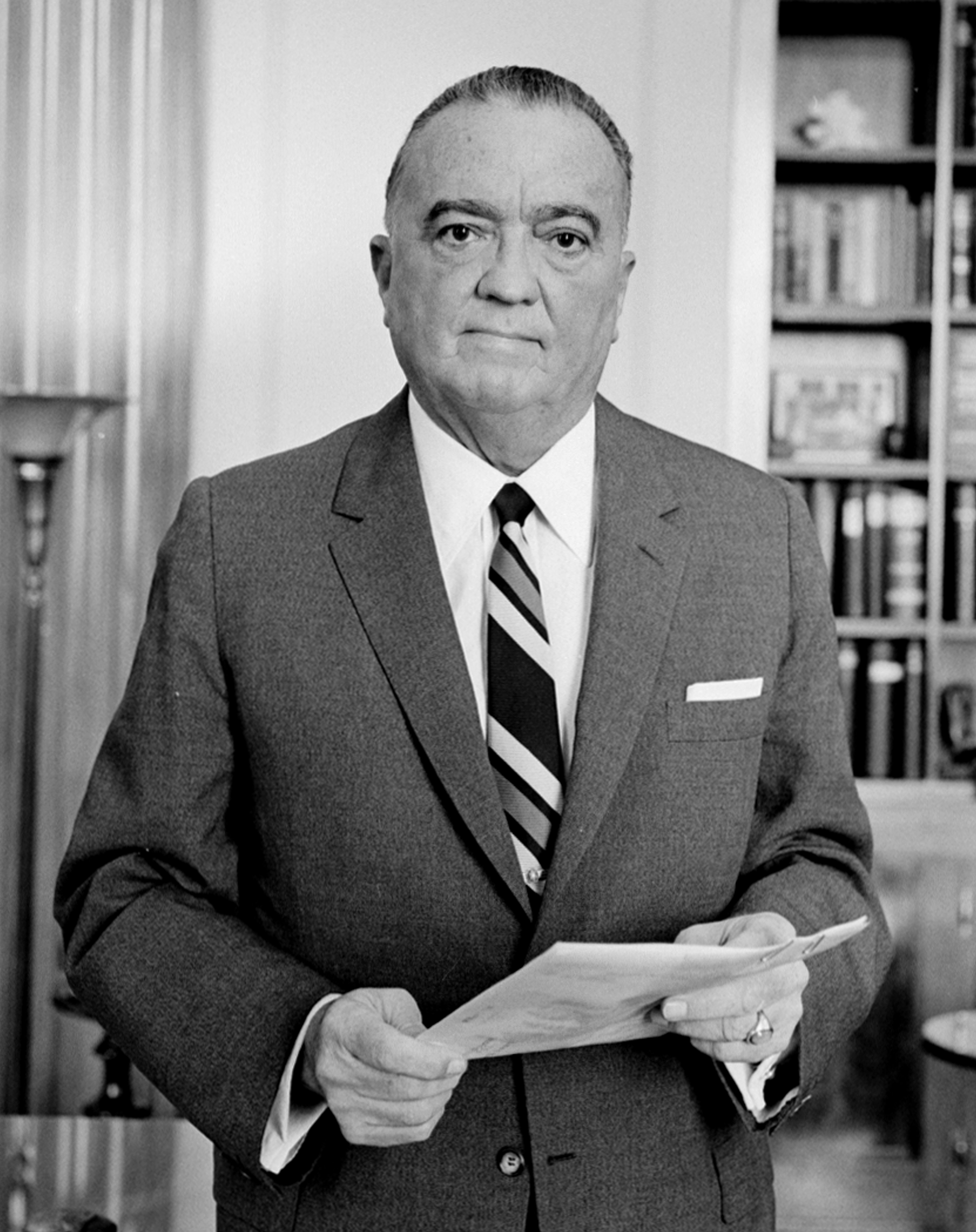
J. Edgar Hoover
overleden in 1972

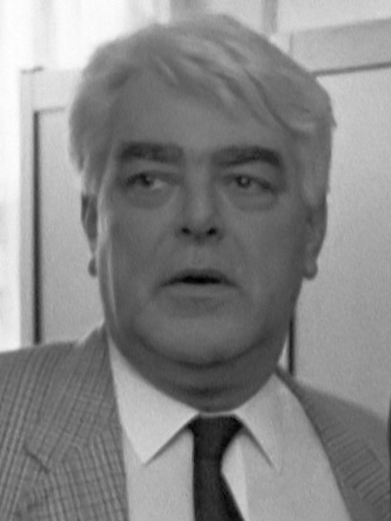
Fred Racké
overleden in 1996

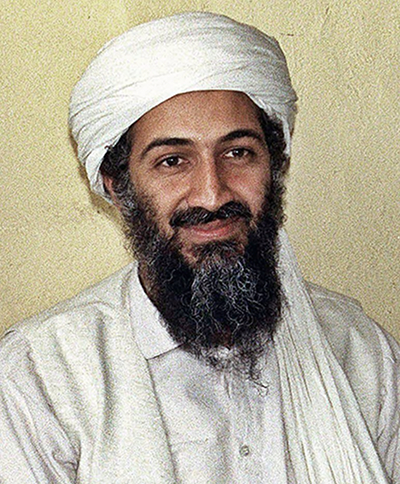
Osama bin Laden
overleden in 2011

- 373 - Athanasius van Alexandrië (ca. 78), bisschop en kerkvader
- 1302 - Blanca van Artesië (ca. 54), koningin-gemalin van Navarra
- 1519 - Leonardo da Vinci (67), Italiaans architect, uitvinder, ingenieur, beeldhouwer, schrijver en schilder
- 1616 - Joost Balbian (72), Nederlands arts en alchemist
- 1669 - Pieter Post (61), Nederlands architect en kunstschilder
- 1685 - Adriaen Hendricx (74), Nederlands kunstschilder
- 1818 - Herman Willem Daendels (55), Nederlands gouverneur van Nederlands-Indië
- 1857 - Alfred de Musset (46), Frans dichter
- 1864 - Giacomo Meyerbeer (72), Joods-Duits componist en dirigent
- 1874 - Mark John Currie (78), Brits militair en Australisch pionier
- 1894 - Pietro Abbà Cornaglia (43), Italiaans musicus
- 1895 - Anacleto del Rosario (34), Filipijns scheikundige
- 1899 - Eduard von Simson (88), Joods-Duits jurist en politicus
- 1900 - Johan Barger (46), Nederlands dominee en moordenaar
- 1915 - Clara Immerwahr (44), Duits scheikundige
- 1919 - Evelyn De Morgan (63), Engels kunstschilderes
- 1942 - Jose Abad Santos (56), Filipijns rechter
- 1945 - Franz Schädle (38), Duits militair
- 1949 - Hendrik Chabot (54), Nederlands kunstschilder en beeldhouwer
- 1950 - Abraham Asscher (69), Nederlands diamantair en politicus
- 1957 - Joseph McCarthy (48), Amerikaans senator
- 1958 - Ragnvald Blix (75) Noorse illustrator, tijdschriftredacteur en karikaturist
- 1965 - Marta Heimeran (69), Duits mede-oprichtster van De Christengemeenschap
- 1966 - Jack London (61), Brits atleet
- 1966 - Jean Rossius (75), Belgisch wielrenner
- 1967 - Henri Arend van Hilten (70), Nederlands politiefunctionaris en NSB'er
- 1972 - J. Edgar Hoover (77), Amerikaans directeur van het FBI
- 1979 - Giulio Natta (76), Italiaans scheikundige en Nobelprijswinnaar
- 1981 - Olle Bærtling (69), Zweeds kunstschilder en beeldhouwer
- 1981 - David Wechsler (85), Amerikaans psycholoog
- 1983 - Marius Duintjer (74), Nederlands architect
- 1985 - Attilio Bettega (32), Italiaans rallyrijder
- 1986 - Sergio Cresto (30), Italiaans-Amerikaans rallynavigator
- 1986 - Henri Toivonen (29), Fins rallyrijder
- 1989 - Giuseppe Siri (82), Italiaans kardinaal-aartsbisschop van Genua
- 1991 - Johan Nicolaas Mulder (75), Nederlands militair
- 1993 - Bernard Holtrop (50), Nederlands burgemeester
- 1996 - Hamlet Mchitarjan (33), Sovjet-Armeens voetballer
- 1996 - Fred Racké (59), Nederlands sportverslaggever
- 1997 - John Eccles (94), Australisch neurofysioloog en Nobelprijswinnaar
- 1997 - Heinz Ellenberg (83), Duits ecoloog, botanicus en bioloog
- 1997 - Paulo Freire (75), Braziliaans onderwijshervormer, pedagoog, andragoog en hoogleraar
- 1998 - Justin Fashanu (37), Engels voetballer
- 1998 - Hideto Matsumoto (33), Japans gitarist
- 1999 - Oliver Reed (61), Brits acteur
- 2000 - Bobbi Martin (60), Amerikaans zangeres en songwriter
- 2000 - Teri Thornton (65), Amerikaans jazzzangeres
- 2001 - Poul Dalsager (72), Deens politicus
- 2003 - Paul Vandermeulen (71), Belgisch senator
- 2004 - Anwar Ahmed Khan (70), Pakistaans hockeyspeler
- 2005 - Bob Hunter (63), Canadees journalist, dieren- en milieuactivist
- 2005 - Theo Middelkamp (91), Nederlands wielrenner
- 2005 - Marten Sikkema (87), Nederlands Friestalig dichter, schrijver en vertaler
- 2008 - Beverlee McKinsey (72), Amerikaans actrice
- 2009 - Augusto Boal (78), Braziliaans toneelschrijver en -regisseur
- 2009 - Marilyn French (79), Amerikaans schrijfster en feministe
- 2009 - Kiyoshiro Imawano (58), Japans rockmuzikant
- 2009 - Jack Kemp (73), Amerikaans politicus en Americanfootballspeler
- 2009 - Tauno Söder (82), Fins acteur
- 2009 - Fatmir Xhindi (49), Albanees politicus
- 2010 - Kama Chinen (114), Japans oudste erkende levende persoon ter wereld
- 2010 - Andrew MacFarlane (33), Australisch motorcrosser
- 2010 - Lynn Redgrave (67), Engels actrice
- 2011 - Leonid Abalkin (80), Russisch econoom
- 2011 - Robert Clower (85), Amerikaans econoom
- 2011 - Osama bin Laden (54), Saoedi-Arabisch terrorist
- 2012 - Bram Bogart (90), Nederlands-Belgisch kunstschilder
- 2013 - Jeff Hanneman (49), Amerikaans gitarist
- 2013 - Ivan Turina (32), Kroatisch voetballer
- 2014 - Pom (94), Belgisch striptekenaar
- 2015 - Michael Blake (69), Amerikaans (scenario)schrijver
- 2015 - Bert Kouwenberg (67), Nederlands kinderboekenschrijver
- 2015 - Johan van Osch (78), Nederlands burgemeester
- 2015 - Maja Plisetskaja (89), Russisch ballerina
- 2015 - Ruth Rendell (85), Brits detectiveschrijfster
- 2016 - Gerard Heijdra (84), Nederlands burgemeester
- 2016 - Myles McKeon (97), Australisch bisschop
- 2016 - Hubert Mounier (53), Frans zanger en muzikant
- 2016 - Bram Rijstenbil (92), Nederlands burgemeester
- 2016 - Afeni Shakur (69), Amerikaans zakenvrouw, filantrope en politiek activiste
- 2017 - Heinz Keßler (97), Oost-Duits minister
- 2017 - A.R. Penck (77), Duits schilder, graficus, beeldhouwer en jazz-drummer
- 2017 - Linas Rumšas (21), Litouws wielrenner
- 2018 - Herman Krebbers (94), Nederlands violist
- 2018 - Wolfgang Völz (87), Duits acteur
- 2019 - Bart Hofman (97), Nederlands politicus
- 2019 - Frans Rutten (84), Nederlands econoom
- 2020 - Richie Cole (72), Amerikaans jazzsaxofonist en -componist
- 2020 - Maret-Mai Otsa-Višnjova (89), Sovjet-Russisch basketbalspeelster
- 2021 - Hans Hagenbeek (79), Nederlands architect
- 2021 - Bobby Unser (87), Amerikaans autocoureur
- 2022 - Axel Leijonhufvud (88), Zweeds econoom
- 2023 - Damir Šolman (74), Kroatisch basketbalspeler
- 2024 - Sjoukje Dijkstra (82), Nederlands kunstrijdster
- 2024 - Peter Oosterhuis (75), Engels golfspeler
- 2025 - Pierre Audi (67), Frans-Libanees opera- en theaterregisseur
- 2025 - Fidel Herrera Beltrán (76), Mexicaans politicus

## Viering/herdenking

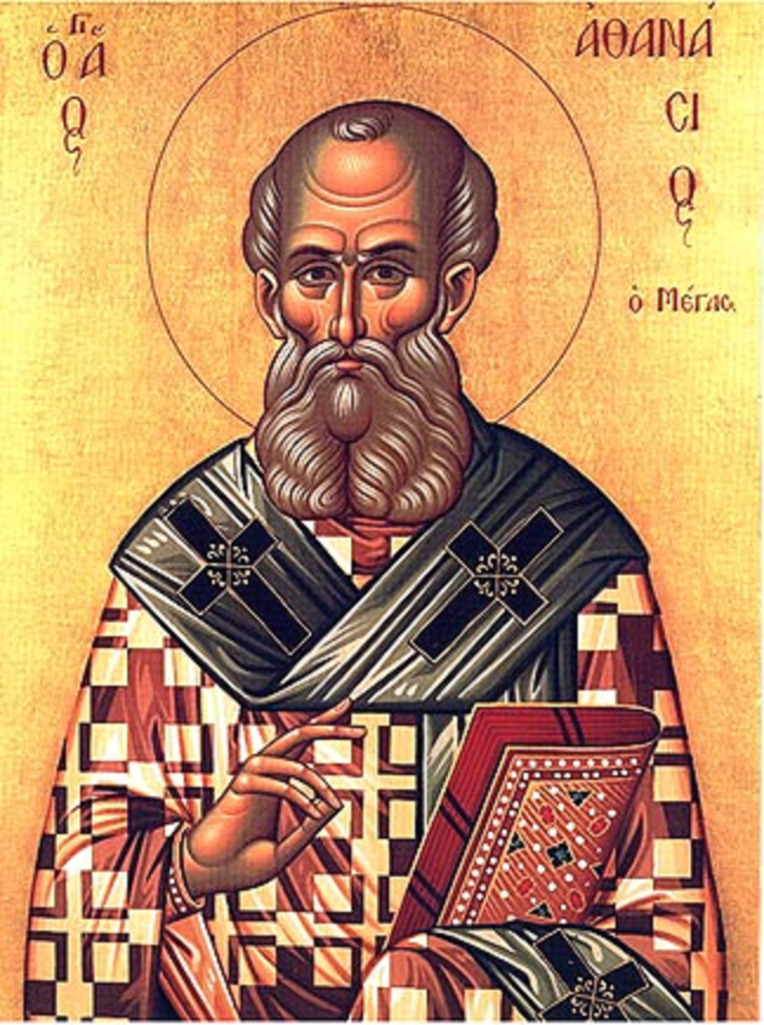
H. Athanasius van Alexandrië

- Madrid: herdenking Opstand van Dos de Mayo
- In het Romeinse Rijk vinden in de vroege Keizertijd de Floralia, het feest van de bloemengodin Flora, plaats. Ze duren van 28 april tot en met 3 mei.
- Rooms-katholieke kalender:
  - Heilige Athanasius († 373) - Gedachtenis
  - Heilige Wal(de)bert (van Luxeuil) († 668)
  - Heiligen martelaren van Pamfylië: Exsuperius en Zoë († c. 127)
  - Heilige Germanus (van Normandië) († c. 460)
  - Heilige José Maria Rubio y Peralta († 1929)
  - Heilige Ultan(us) (van Fosses) († c. 686)
  - Heilige Antoninus van Florence († 1459)
  - Zalige Mafalda (van Portugal) († 1256)
  - Bisdom Haarlem-Amsterdam: verjaardag wijding kathedraal (1948) - Feest (Haarlem-Amsterdam)
- Oosters-orthodoxe kalender:
  - Heilige Boris I van Bulgarije († 907)

## Weerextremen

### Nederland
| | Officiële records | Officiële records | Officiële records |      | Landelijke records | Landelijke records | Landelijke records   |
| Gebeurtenis | Jaar              | Extreem           | Locatie           | Jaar | Extreem            | Locatie            |                      |
| --- | ----------------- | ----------------- | ----------------- | ---- | ------------------ | ------------------ | -------------------- |
| Laagste etmaalgemiddelde temperatuur (°C) | 1979              | 3,5               | De Bilt           |      | 1979               | 2,8                | Soesterberg          |
| Hoogste etmaalgemiddelde temperatuur (°C) | 1990              | 19,4              | De Bilt           |      | 1990               | 20,3               | Eindhoven            |
| Laagste minimumtemperatuur (°C) | 1929              | −2,6              | De Bilt           |      | 1935               | −4,0               | De Kooy              |
| Hoogste minimumtemperatuur (°C) | 2024              | 13,4              | De Bilt           |      | 2005               | 14,9               | Maastricht           |
| Laagste maximumtemperatuur (°C) | 1979              | 7,6               | De Bilt           |      | 1979               | 5,9                | Twenthe              |
| Hoogste maximumtemperatuur (°C) | 1990              | 26,3              | De Bilt           |      | 1966               | 27,5               | Soesterberg, Twenthe |
| Hoogste uurgemiddelde windsnelheid (m/s) | 1905              | 16,5              | De Bilt           |      | 1979               | 26,2               | Cadzand              |
| Hoogste windstoot (m/s) | 1955              | 22,6              | De Bilt           |      | 1979               | 32,9               | Cadzand              |
| Langste zonneschijnduur (uur) | 1971              | 14,2              | De Bilt           |      | 1971 1990          | 14,2               | De Bilt Eelde        |
| Langste neerslagduur (uur) | 2010              | 12,6              | De Bilt           |      | 2010               | 17,2               | Rotterdam            |
| Hoogste etmaalsom van de neerslag (mm) | 1979              | 20,4              | De Bilt           |      | 2024               | 44,7               | Maastricht           |
| Laagste etmaalgemiddelde relatieve vochtigheid (%) | 1943              | 43                | De Bilt           |      | 2007               | 38                 | Arcen, Maastricht    |
| Laagste uurwaarde luchtdruk op zeeniveau (hPa) | 1979              | 984,7             | De Bilt           |      | 1979               | 984,7              | De Bilt              |
| Hoogste uurwaarde luchtdruk op zeeniveau (hPa) | 1990              | 1034,2            | De Bilt           |      | 1990               | 1035,9             | Eelde, Leeuwarden    |
| Officiële records worden altijd gemeten op het KNMI-weerstation in De Bilt. Landelijke records kunnen worden gemeten op elk officieel KNMI-weerstation in Nederland. |                   |                   |                   |      |                    |                    |                      |

Uitzonderlijke gebeurtenissen
- 1937 - Eerste officiële warme dag van het jaar (maximumtemperatuur ≥ 20 °C in De Bilt)
- 1937 - Eerste landelijke warme dag van het jaar gemeten in De Bilt (maximumtemperatuur ≥ 20 °C op een officieel weerstation)
- 1958 - Eerste officiële warme dag van het jaar (maximumtemperatuur ≥ 20 °C in De Bilt)
- 1966 - Eerste officiële zomerse dag van het jaar (maximumtemperatuur ≥ 25 °C in De Bilt)
- 1972 - Eerste officiële warme dag van het jaar (maximumtemperatuur ≥ 20 °C in De Bilt)
- 1979 - Officieel maandrecord laagste etmaalgemiddelde temperatuur in °C van mei gemeten in De Bilt: 3,5
- 1979 - Landelijk maandrecord hoogste uurgemiddelde windsnelheid in m/s van mei gemeten in Cadzand: 26,2
- 1990 - Eerste officiële zomerse dag van het jaar (maximumtemperatuur ≥ 25 °C in De Bilt)
- 1997 - Eerste officiële warme dag van het jaar (maximumtemperatuur ≥ 20 °C in De Bilt)
- 1997 - Eerste landelijke warme dag van het jaar gemeten in Arcen, Cabauw, De Bilt, Deelen, Eelde, Eindhoven, Gilze-Rijen, Heino, Herwijnen, Hoek van Holland, Hoogeveen, Hupsel, Lelystad, Maastricht, Marknesse, Nieuw Beerta, Rotterdam, Schiphol, Soesterberg, Twenthe, Vlissingen, Volkel, Westdorpe, Wilhelminadorp en Woensdrecht (maximumtemperatuur ≥ 20 °C op een officieel weerstation)
- 2023 - Officieel laagste etmaalgemiddelde temperatuur in °C van mei dit jaar gemeten in De Bilt: 9,2
- 2023 - Officieel laagste maximumtemperatuur in °C van mei dit jaar gemeten in De Bilt: 12,8
- 2023 - Landelijk laagste maximumtemperatuur in °C van mei dit jaar gemeten in Hoorn Terschelling: 10,4. Samen met 3 mei
- 2024 - Landelijk hoogste uurgemiddelde windsnelheid in m/s van mei dit jaar gemeten in Oosterschelde: 14,0 (voorlopig). Samen met 3, 28 en 29 mei
- 2024 - Officieel laagste uurwaarde luchtdruk op zeeniveau in hPa van mei dit jaar gemeten in De Bilt: 998,3 (voorlopig)
- 2024 - Landelijk laagste uurwaarde luchtdruk op zeeniveau in hPa van mei dit jaar gemeten in Deelen en Volkel: 997,9 (voorlopig)
- 2024 - Eerste officiële zomerse dag van het jaar (maximumtemperatuur ≥ 25 °C in De Bilt)

### België
Dagrecords
- 1981 - Laagste etmaalgemiddelde temperatuur 4,2 °C
- 1966 - Hoogste etmaalgemiddelde temperatuur 19,6 °C
- 1914 - Laagste minimumtemperatuur 0,4 °C
- 1986 - Hoogste maximumtemperatuur 26,7 °C
- 1980 - Hoogste etmaalsom van de neerslag 17,2 mm

Uitzonderlijke gebeurtenissen
- 1979 - Maximumtemperatuur komt niet boven −1,0 °C in Botrange (Weimes).
- 1983 - Tornado veroorzaakt schade in de streek van Nassogne.

<< · 1 · 2 · 3 · 4 · 5 · 6 · 7 · 8 · 9 · 10 · 11 · 12 · 13 · 14 · 15 · 16 · 17 · 18 · 19 · 20 · 21 · 22 · 23 · 24 · 25 · 26 · 27 · 28 · 29 · 30 · 31 · >>